# Полиция Гамбии

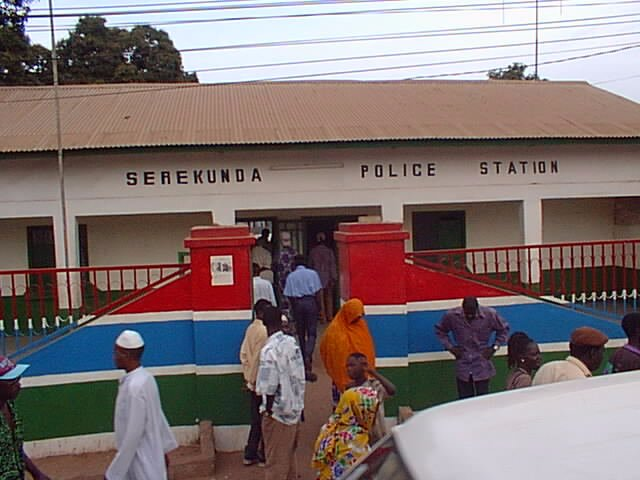
Полицейский участок в Серекунде.

Полиция Гамбии — основной орган безопасности и правопорядка в Гамбии. Возглавляет генеральный инспектор. Общая численность — 5000 сотрудников.

## История
В 1855 году в Гамбии, которая тогда была британской колонией, создана речная полиция (англ. River Police). До этого безопасность в небольших колониальных анклавах обеспечивалась британскими войсками и местной милицией, состоящей из торговцев, освобождённых рабов и других поселенцев. Общая численность — 10 человек. Роль речной полиции заключалась в контроле над контрабандой, обеспечении выплаты налогов и предотвращении восстаний. В 1866 году отряд был усилен за счёт создания военизированной полиции. Первоначально в формировании служили 40 констеблей, а к 1870 году их численность увеличилась до 100. В этот период все имперские войска были выведены из колонии, и охрана правопорядка была полностью передана полиции и местной милиции. В 1895 году сформирована пограничная полиция (Frontier Police).  
В 1909 году британцы издали постановление, разрешающее вождям назначать ответственных за правопорядок на своей территории, которые имели те же полномочия, что и колониальная полиция.
После обретения независимости в 1965 году военнизированная и пограничная полиции объединились в единую структуру. После расформирования гамбийской роты в 1958 году она взяла на себя также обязанности по военной обороне. В составе органов безопасности сформировано военизированное формирование — Полевые силы (Field Force). Численность — 200 человек.

## Международное сотрудничество
Под управлением гамбийской полиции находится Миротворческий центр полицейских сил Гамбии (GPFPC), который сотрудничает с Учебным институтом миротворческих операций (POTI) в обучении миротворцев. 
Полиция Гамбии входит в состав Интерпола с 6 октября 1986 года. Национальное центральное бюро Интерпола в Гамбии расположено в Банжуле. Его возглавляет комиссар, которому помогает помощник суперинтенданта полиции.